# بلاذر عذقي
بلاذر عذقي (الاسم العلمي: Anacardium corymbosum) هو نوع من النباتات يتبع جنس البلاذر من فصيلة البلاذرية.